# Yair Arismendi
Yair Ezequiel Arismendi (5 aprile 1998) è un calciatore argentino, centrocampista del Sarmiento (J).

## Caratteristiche tecniche
È un esterno sinistro.

## Carriera
Cresciuto nel settore giovanile del Douglas Haig, debutta in prima squadra il 6 febbraio 2016 in occasione dell'incontro di Primera B Nacional perso 2-1 contro il Ferro Carril Oeste.
Nel 2021 ha esordito nella prima divisione argentina, con la maglia del neopromosso Sarmiento (J).

## Statistiche

### Presenze e reti nei club
Statistiche aggiornate al 31 luglio 2021.
| Stagione        | Squadra          | Campionato      | Campionato | Campionato | Coppe nazionali | Coppe nazionali | Coppe nazionali | Coppe continentali | Coppe continentali | Coppe continentali | Altre coppe | Altre coppe | Altre coppe | Totale | Totale |
| Stagione        | Squadra          | Comp            | Pres       | Reti       | Comp            | Pres            | Reti            | Comp               | Pres               | Reti               | Comp        | Pres        | Reti        | Pres   | Reti   |
| --------------- | ---------------- | --------------- | ---------- | ---------- | --------------- | --------------- | --------------- | ------------------ | ------------------ | ------------------ | ----------- | ----------- | ----------- | ------ | ------ |
| 2016            | Douglas Haig     | PN              | 1          | 0          | CA              | 0               | 0               |                    | -                  | -                  |             | -           | -           | 1      | 0      |
| 2016-2017       | Douglas Haig     | PN              | 14         | 1          | CA              | 0               | 0               |                    | -                  | -                  |             | -           | -           | 14     | 1      |
| 2017-2018       | Douglas Haig     | TA              | 27         | 6          | CA              | 5               | 0               |                    | -                  | -                  |             | -           | -           | 32     | 6      |
| 2018-2019       | Douglas Haig     | TA              | 16         | 1          | CA              | 5               | 1               |                    | -                  | -                  |             | -           | -           | 21     | 2      |
| 2019-2020       | Estudiantes (RC) | PN              | 11         | 2          | CA              | 0               | 0               |                    | -                  | -                  |             | -           | -           | 11     | 2      |
| 2020            | Estudiantes (RC) | PN              | 9          | 1          |                 | -               | -               |                    | -                  | -                  |             | -           | -           | 9      | 1      |
| 2021            | Sarmiento (J)    | PD              | 4          | 0          | CA+CdL          | 2+4             | 0               |                    | -                  | -                  |             | -           | -           | 10     | 0      |
| Totale carriera | Totale carriera  | Totale carriera | 82         | 11         |                 | 16              | 1               |                    | -                  | -                  |             | -           | -           | 98     | 12     |